# 1956年夏季奧林匹克運動會游泳比賽
1956年夏季奥林匹克运动会游泳比赛于1956年11月29日至12月7日在澳大利亚墨尔本举行。此次比赛总共有13小项。总共有来自33个国家和地区的235名运动员参加游泳比赛。最终东道主澳大利亚队以14枚奖牌的成绩位列该项目奖牌榜首位。

## 奖牌榜[1]
| 排名                | 代表团              | 金牌 | 銀牌 | 銅牌 | 总计 |
| ------------------- | ------------------- | ---- | ---- | ---- | ---- |
| 1                   | （AUS）             | 8    | 4    | 2    | 14   |
| 2                   | 美国（USA）         | 2    | 4    | 5    | 11   |
| 3                   | 日本（JPN）         | 1    | 4    | 0    | 5    |
| 4                   | 德国联队（EUA）     | 1    | 0    | 1    | 2    |
| 4                   | 英国（GBR）         | 1    | 0    | 1    | 2    |
| 6                   | 匈牙利（HUN）       | 0    | 1    | 1    | 2    |
| 7                   | 苏联（URS）         | 0    | 0    | 2    | 2    |
| 8                   | 南非（RSA）         | 0    | 0    | 1    | 1    |
| 总计（共8个代表团） | 总计（共8个代表团） | 13   | 13   | 13   | 39   |

## 各项成绩[1]

### 男子
| 项目              | 金牌                                                              | 金牌      | 银牌                                                            | 银牌    | 铜牌                                                                                   | 铜牌    |
| 100米自由泳       | 乔恩·亨里克斯 · （AUS）                                           | 55.4 WR   | 约翰·德维特 · （AUS）                                           | 55.8    | 加里·查普曼 · （AUS）                                                                  | 56.7    |
| 400米自由泳       | 默里·罗斯 · （AUS）                                               | 4:27.3 WR | 山中毅 · 日本（JPN）                                            | 4:30.4  | 乔治·布林 · 美国（USA）                                                                | 4:32.5  |
| 1500米自由泳      | 默里·罗斯 · （AUS）                                               | 17:58.9   | 山中毅 · 日本（JPN）                                            | 18:00.3 | 乔治·布林 · 美国（USA）                                                                | 18:08.2 |
| 100米仰泳         | 戴维·锡尔 · （AUS）                                               | 1:02.2 WR | 约翰·蒙克顿 · （AUS）                                           | 1:03.2  | 弗兰克·麦金尼 · 美国（USA）                                                            | 1:04.5  |
| 200米蛙泳         | 古川胜 · 日本（JPN）                                              | 2:34.7    | 吉村昌弘 · 日本（JPN）                                          | 2:36.7  | Kharis Yunichev · 苏联（URS）                                                          | 2:36.8  |
| 200米蝶泳         | 威廉·约齐克 · 美国（USA）                                         | 2:19.3    | 石本隆 · 日本（JPN）                                            | 2:23.8  | 通派克·哲尔吉 · 匈牙利（HUN）                                                          | 2:23.9  |
| 4×200米自由泳接力 | （AUS） · 凯文·奥哈洛伦 · 约翰·德维特 · 默里·罗斯 · 乔恩·亨里克斯 | 8:23.6 WR | 美国（USA） · Dick Hanley · 乔治·布林 · 比尔·伍尔西 · 福特·绀野 | 8:31.5  | 苏联（URS） · Vitaly Sorokin · Vladimir Struzhanov · Gennady Nikolayev · Boris Nikitin | 8:34.7  |

### 女子
| 项目              | 金牌                                                        | 金牌      | 银牌                                                                | 银牌       | 铜牌                                                                        | 铜牌   |
| 100米自由泳       | 唐·弗雷泽 · （AUS）                                         | 1:02.0 WR | 洛兰·克拉普 · （AUS）                                               | 1:02.3     | 费斯·利奇 · （AUS）                                                         | 1:05.1 |
| 400米自由泳       | 洛兰·克拉普 · （AUS）                                       | 4:54.6 OR | 唐·弗雷泽 · （AUS）                                                 | 5:02.5     | Sylvia Ruuska · 美国（USA）                                                 | 5:07.1 |
| 100米仰泳         | 朱迪·格里纳姆 · 英国（GBR）                                 | 1:12.9 WR | Carin Cone · 美国（USA）                                            | 1:12.9 =WR | 玛格丽特·爱德华兹 · 英国（GBR）                                             | 1:13.1 |
| 200米蛙泳         | 乌尔苏拉·哈佩 · 德国联队（EUA）                             | 2:53.1 OR | 塞凯伊·埃娃 · 匈牙利（HUN）                                         | 2:54.8     | Eva-Maria Elsen · 德国联队（EUA）                                           | 2:55.1 |
| 100米蝶泳         | 谢莉·曼 · 美国（USA）                                       | 1:11.0 OR | Nancy Ramey · 美国（USA）                                           | 1:11.9     | Mary Sears · 美国（USA）                                                    | 1:14.4 |
| 4×100米自由泳接力 | （AUS） · 唐·弗雷泽 · 费斯·利奇 · 桑德拉·摩根 · 洛兰·克拉普 | 4:17.1 WR | 美国（USA） · Sylvia Ruuska · 谢莉·曼 · Nancy Simons · Joan Rosazza | 4:19.2     | 南非（RSA） · 纳塔莉·迈伯勒 · 苏珊·罗伯茨 · 莫伊拉·阿伯内西 · 珍妮特·迈伯勒 | 4:25.7 |